# Dichopetala poecila
Dichopetala poecila är en insektsart som beskrevs av Morgan Hebard 1932. Dichopetala poecila ingår i släktet Dichopetala och familjen vårtbitare. Inga underarter finns listade i Catalogue of Life.